# Monagas
Monagas (tiếng Tây Ban Nha: Monagas, đọc là Mô-na-gáts) là một bang tại miền đông Venezuela. Thủ phủ của bang là thành phố Maturín. Monagas có diện tích 28.900 km² với dân số khoảng 900.000 người, đứng thứ 13 cả nước. Bang Monagas tiếp giáp với bang Sucre về phía bắc, giáp với vịnh Paria về phía đông bắc, giáp với bang Delta Amacuro về phía đông, giáp với bang Bolívar về phía nam và giáp với bang Anzoategui về phía tây.

## Nhân khẩu
Theo thống kê nhân khẩu năm 2011 của Venezuela, cơ cấu chủng tộc của cư dân Monagas như sau:
| Chủng tộc      | %    |
| -------------- | ---- |
| Người lai      | 54,8 |
| Người da trắng | 38,8 |
| Người da đen   | 4,6  |
| Chủng tộc khác | 1,8  |

## Kinh tế
Hoạt động kinh tế chủ đạo của bang Monagas là khai thác dầu mỏ. Thủ phủ Maturín là một trung tâm thương mại và ngân hàng ở miền đông Venezuela.